# The Big Texan Steak Ranch
The Big Texan Steak Ranch é um restaurante de churrascaria e motel localizado em Amarillo, Texas, Estados Unidos, inaugurado na antiga Rota 66 dos EUA, no quarteirão 4500 do East Amarillo Boulevard, em 1960. Ele foi transferido para sua localização atual na Interstate 40 em 1970. Um incêndio destruiu a ala oeste do restaurante em 1976 e destruiu US$ 100.000 em antiguidades. O restaurante foi reaberto em um local maior em 1977. O prédio é pintado de amarelo brilhante, com detalhes em azul. Uma grande estátua de touro anuncia seu bife "grátis" de 72 oz. O agora fechado Texas Tornado Museum ficava em um canto distante do estacionamento da propriedade.

## Desafio do bife de 72 oz
O Big Texan é mais conhecido por seu bife de 72 onças (4,5 libras ou 2,04 kg). O bife é gratuito para qualquer pessoa que, em uma hora ou menos, consiga comer a refeição inteira, que consiste no próprio bife, um pãozinho com manteiga, uma batata assada, coquetel de camarão e uma salada; caso contrário, a refeição custa US$ 72. Aqueles que conseguiram vencer o desafio do bife de 72 onças têm seus nomes registrados e afixados no restaurante. A mesa em que o bife é consumido é registrada em uma transmissão ao vivo 24 horas por dia, 7 dias por semana, que pode ser encontrada no site do restaurante. Até o momento, mais de 10.000 pessoas, das cerca de 90.000 que tentaram esse desafio, conseguiram realizar essa façanha.
De acordo com o restaurante, quando apresentado no programa de TV, Man V. Food, o desafio começou em 1960, quando o fundador Bob Lee decidiu fazer um concurso para ver qual dos cowboys que trabalhavam nos currais de gado conseguiria comer o maior número de bifes em uma hora, com um prêmio de US$ 5 (equivalente a US$ 51 em 2023) em jogo. Um vaqueiro comeu quatro bifes de 1 quilo e meio, um coquetel de camarão, uma batata assada, um pãozinho e uma salada em uma hora para ganhar o prêmio de US$ 5. Lee ficou tão impressionado com o feito que declarou: "Quem comer essa quantidade de novo no meu restaurante, ganha de graça". Aqueles que aceitam o desafio do bife de 72 onças devem pagar pela refeição com antecedência e, se forem bem-sucedidos, seu dinheiro será devolvido. O bife é preparado de acordo com a preferência do participante, e o desafio é realizado em uma mesa para seis pessoas em uma plataforma elevada no meio da sala de jantar principal.

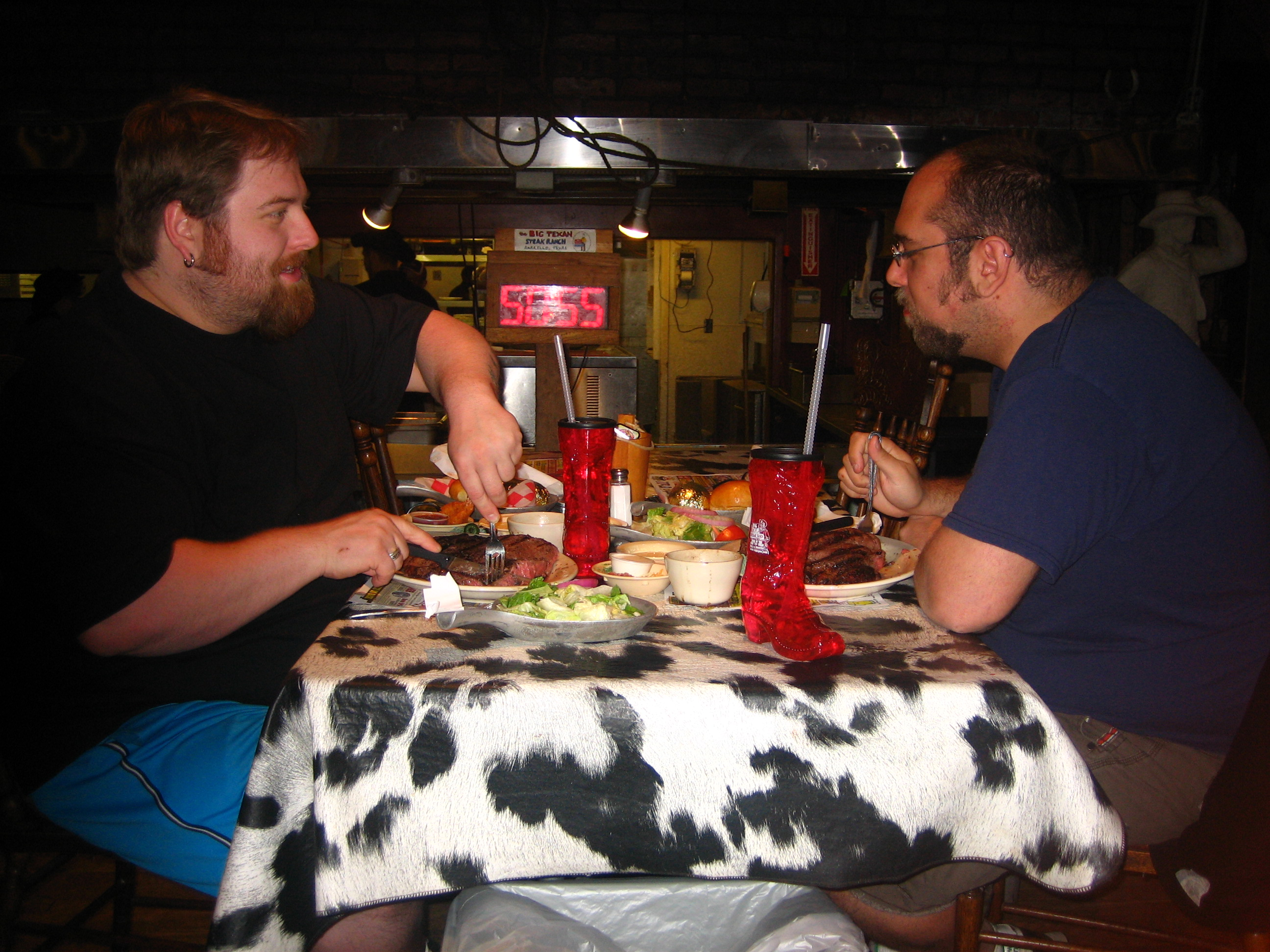
Dois homens aceitam o desafio do bife em 6 de abril de 2008

O recorde de menor tempo para terminar todo o desafio do bife de 72 onças foi mantido pelo campeão do concurso, Joey Chestnut (8 minutos e 52 segundos), quebrando o recorde de 1987 de Frank Pastore (9 minutos e 30 segundos, que permaneceu por 21 anos) em sua visita em 24 de março de 2008. Em 26 de maio de 2014, ele foi superado por Molly Schuyler, uma comedora competitiva de 125 libras, que acabou com a refeição em apenas 4 minutos e 58 segundos e voltou para comer os segundos (14 minutos e 57 segundos para duas refeições). No entanto, ela não comeu uma terceira refeição de bife na mesma hora. Schuyler retornou em 19 de abril de 2015 e terminou sua primeira refeição em 4 minutos e 18 segundos, batendo seu próprio recorde em 40 segundos. Ela havia derrotado quatro outras equipes de competidores no desafio, devorando mais duas refeições em vinte minutos. O recorde não oficial (para todos os animais, inclusive humanos) foi mantido por um tigre-siberiano de 500 libras que comeu o bife em 90 segundos em 1999, até ser superado por uma leoa em 2012, com 80 segundos.

## Na mídia

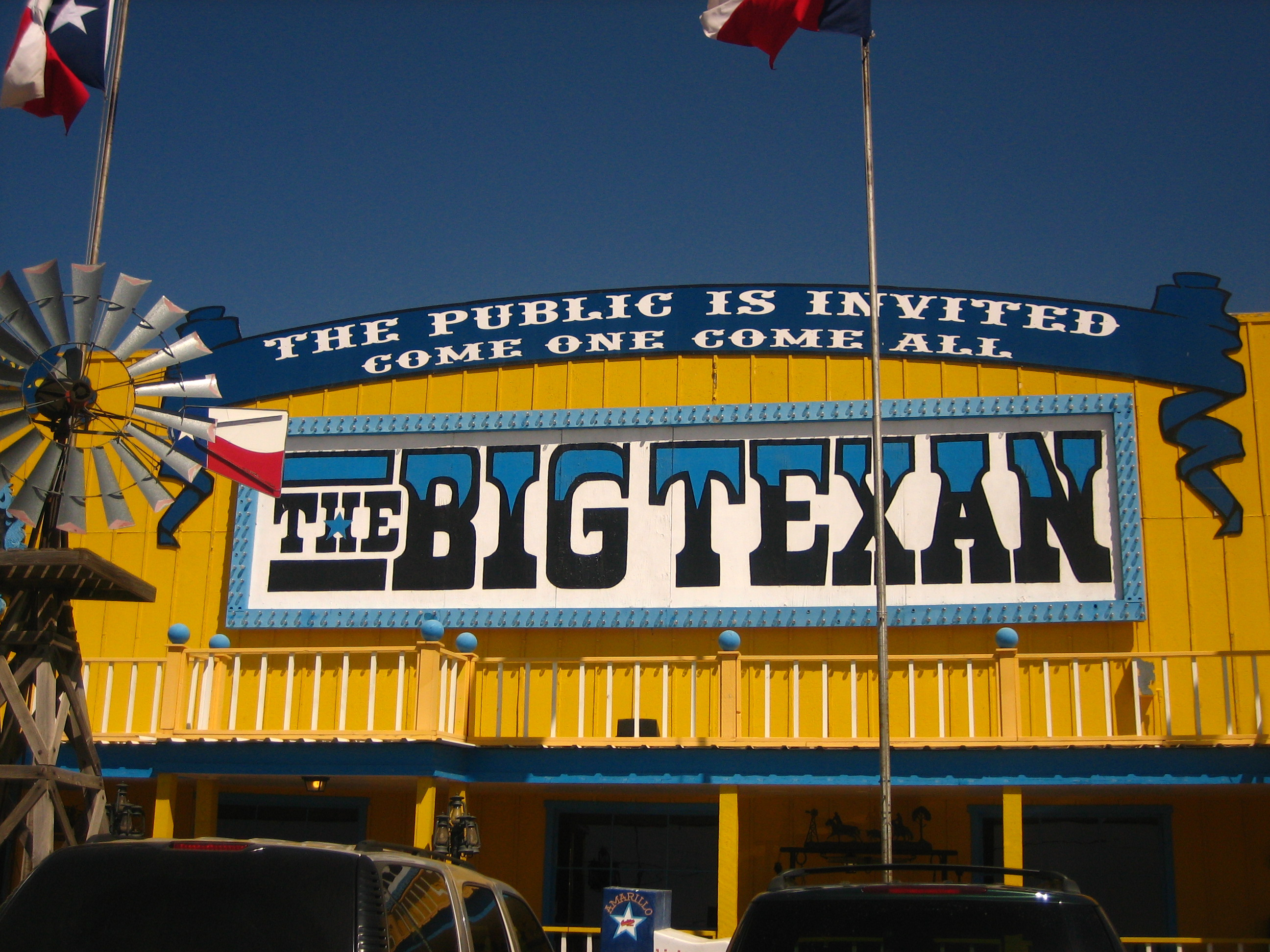
Placa de entrada do Big Texan Steak Ranch

A refeição do 72oz Steak Challenge é mostrada no filme Waking Up in Reno, com Billy Bob Thornton aceitando o desafio. Também é mostrada no programa Man V. Food do Travel Channel, em que o apresentador Adam Richman completa o desafio, e em Anthony Bourdain: No Reservations, onde Bourdain se recusa a competir, mas seu cinegrafista participa e fracassa.
O Big Texan Steak Ranch é conhecido por suas limusines Cadillac brancas com enfeites de capô longhorn, uma das quais aparece no filme de animação Carros, de 2006, como o barão do petróleo texano Tex Dinoco. Becky Ransom e o Big Texan Steak Ranch ("bife de 72 onças grátis se consumido em 60 minutos") são mencionados nos créditos do filme.

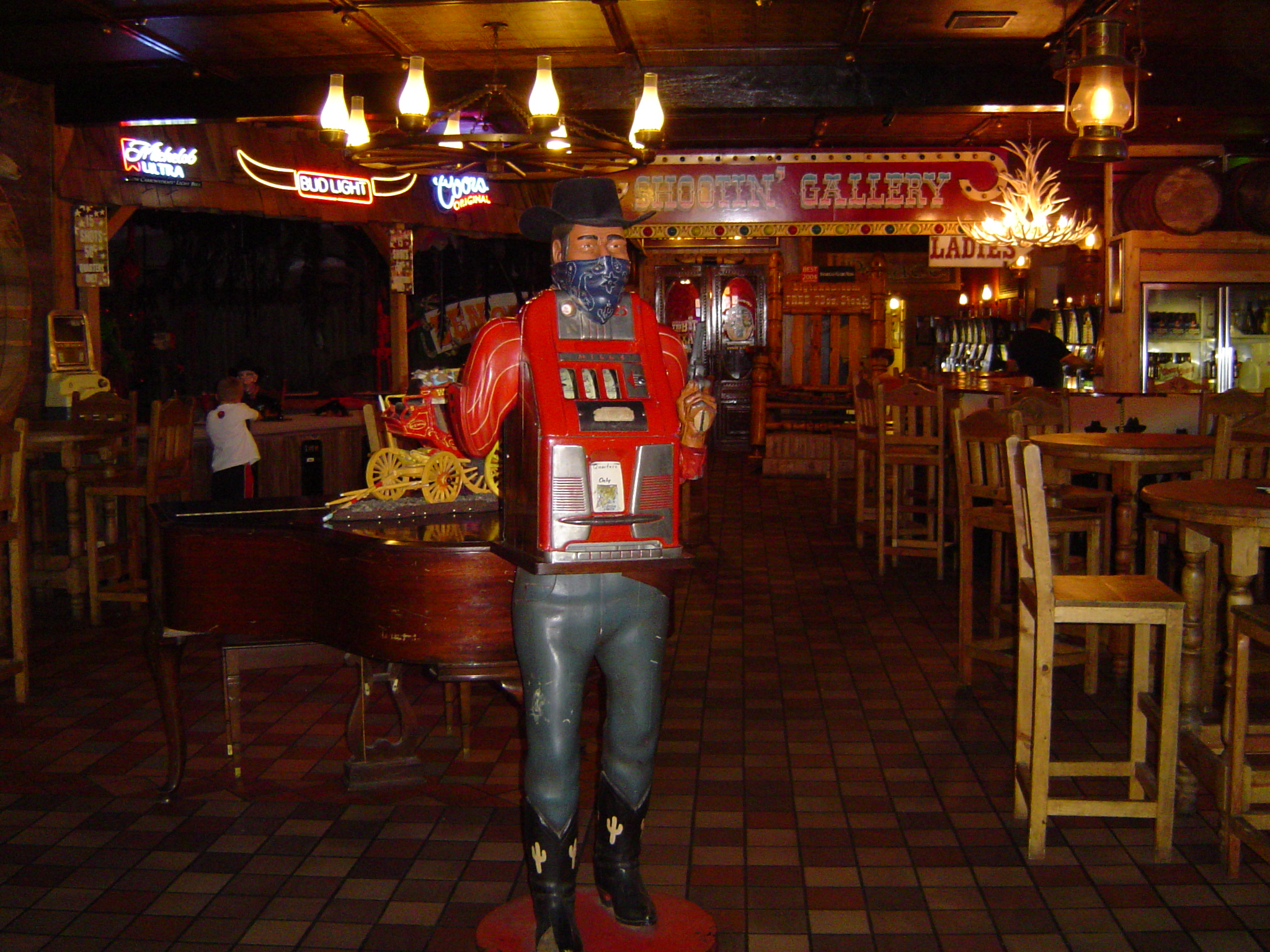
Interior do Big Texan Steak Ranch

No episódio da terceira temporada de King of the Hill "And They Call It Bobby Love", o Steak Ranch foi parodiado com um restaurante semelhante chamado "Panhandler Steakhouse". Bobby Hill aceita o desafio apenas para irritar a garota que desprezou seu afeto (que também era vegetariana). Ele completa o desafio, mas, ao voltar para casa, vomita.
Em um episódio da 10.ª temporada de Os Simpsons, "Maximum Homerdrive", Homer aceita um concurso de comer bife grande.
Um painel publicitário anunciando o restaurante aparece em um painel da graphic novel autobiográfica de George Takei, They Called us Enemy.

## Big Texan Motel
Localizado ao lado do restaurante na propriedade do The Big Texan Steak Ranch está o Big Texan Motel, com 54 unidades. O motel, construído com blocos de concreto, foi projetado para se assemelhar a uma rua principal de uma cidade do velho oeste, com decoração temática do Texas e uma piscina em forma de Texas. Em 2004, um estábulo com 20 baias foi adicionado atrás do prédio principal do motel.